# زهران وجابر
قرية زهران وجابر هي إحدى القرى التابعة لمركز البدرشين في محافظة الجيزة في جمهورية مصر العربية. حسب إحصاءات سنة 2006، بلغ إجمالي السكان في زهران وجابر 18082 نسمة، منهم 9452 رجل و8630 امرأة.